# Rechenkünstler
Rechenkünstler, auch Rechengenies, Schnell- oder Blitzrechner nennt man Menschen, welche auch schwierigere Rechnungen außergewöhnlich schnell mit Kopfrechnen lösen können.
Im 19. Jahrhundert waren Rechenkünstler internationale Bühnenstars. Die Fähigkeit des schnellen Kopfrechnens hat keine Beziehung zu mathematischer Intelligenz oder Kreativität. So waren die wenigsten großen Mathematiker auch gute Schnellrechner – Ausnahmen waren beispielsweise der Neuseeländer Alexander Aitken und der US-Amerikaner John von Neumann.
2005 führte eine Gruppe von Forschern unter der Leitung von Michael W. O’Boyle, einem amerikanischen Psychologen, der zuvor in Australien arbeitete und jetzt an der Texas Tech University tätig ist, MRT-Scans des Blutflusses während mentaler Operationen von Rechenkünstlern durch. Diese mathematischen Wunderkinder zeigten während einer mentalen Rotationsaufgabe einen stärkeren Anstieg des Blutflusses in den Teilen des Gehirns, die für mathematische Operationen zuständig sind, als dies normalerweise der Fall ist. Roland Friedrich vom Max-Planck-Institut für Kognitions- und Neurowissenschaften scannte Probanden beim Kopfrechnen mit einem überraschenden Ergebnis: Rechenkünstler und Normalbegabte zeigen dieselben Hirnaktivitäten, bei Mathe-Genies sind sie nur schneller und automatischer, doch die Gehirne sind prinzipiell gleich. Und: es gibt kein Rechenzentrum im Gehirn. Verschiedene Areale leuchten während des Rechnens auf, die auch für andere Aufgaben genutzt werden. Daraus schloss der Forscher, dass ein Mathematik-Gen nicht nachweisbar ist. Gen-Kombinationen beeinflussen jedoch zum Beispiel die Plastizität des Gehirns, wie das Hirn auf Training reagiert.

## Bekannte Rechenkünstler
- Alexander Craig Aitken (1895–1967)
- George Parker Bidder (1806–1878)[3]
- Jedediah Buxton (1707–1772)[4]
- Zerah Colburn (1804–1839)
- Zacharias Dase (1824–1861)
- Shakuntala Devi (1929–2013)
- Pericles Diamandi (1868–1932)[5]
- Willis Nelson Dysart (1923–2011), Bühnenname „Willie the Wizard“[6]
- Hans Eberstark (1929–2001)
- Salo Finkelstein (1896/97–?)[7]
- Scott Flansburg (* 1963)
- Robert Fountain (* 1969)
- Moritz Frankl (1873–?)[8]
- Thomas Fuller (1710–1782), bekannt auch als „Negro Tom“ oder „Virginia Calculator“[9]
- Rüdiger Gamm (* 1971)
- Carl Friedrich Gauß (1777–1855)
- Arthur Frederick Griffith (1880–1911)
- Wenzel Grüß (* 2002)[10]
- Friedrich Albert Heinhaus (1848–1911)
- Giacomo Inaudi (1867–1950)
- Willem Klein (1912–1986)
- Jan van Koningsveld (* 1969)
- Alexis Lemaire (* 1980)[11]
- Vito Mangiamele (1827–1897)[12]
- Daniel McCartney (1817–1887)
- Gert Mittring (* 1966)
- Henri Mondeux (1826–1861)[13]
- Srinivasa Ramanujan (1887–1920)
- Gottfried Rückle (1879–1929)
- Truman Henry Safford (1836–1901)
- Priyanshi Somani (* 1998)[14]
- Daniel Tammet (* 1979)
- „Rechen-August“ August Tischer (1882–1928)
- Jakow Trachtenberg (1888–1951/53)
- John von Neumann (1903–1957)
- John Wallis (1616–1703)
- Richard Whately (1787–1863)
- Ugo Zamebone (1867–?)

## Internationale Wettbewerbe

### Denk-Sport-Olympiade
Seit 1997 organisiert die Denk-Sport-Organisation jährlich in Großbritannien die Hauptveranstaltung der Denk-Sport-Olympiade mit Disziplinen in verschiedenen Brett-, Strategie- oder Kartenspielen sowie Denksportarten, darunter Kopfrechnen.

### Weltmeisterschaft im Kopfrechnen
Die 2004 von dem deutschen Informatiker Ralf Laue begründete Weltmeisterschaft im Kopfrechnen findet alle zwei Jahre mit den bereits vom Guinness-Buch der Rekorde aufgeführten Kategorien statt: das Multiplizieren von zwei achtstelligen Zahlen, das Addieren von zehn zehnstelligen Zahlen, das Ziehen der Quadratwurzel aus einer sechsstelligen Zahl auf acht Stellen genau und das Berechnen des Wochentags von zufällig ausgewählten Daten der Jahre 1600 bis 2100 (Kalenderrechnen).
Unter der Leitung von Gert Mittring fanden zwischen 2008 und 2012 im Zweijahresrhythmus die von Caroline Merkel initiierten Kopfrechenweltmeisterschaften für Kinder und Jugendliche statt, zwischen 2009 und 2012 Deutsche Kopfrechenmeisterschaften und 2014 eine Europameisterschaft im Kopfrechnen. Seit 2013 werden die Kopfrechenweltmeisterschaften für Junioren jährlich von Caroline Merkel sowie dem mehrfachen Kopfrechenweltmeister Jan van Koningsveld organisiert und geleitet.

## Filme
- Petra Höfer; Freddie Röckenhaus (Regie): Expedition ins Gehirn. Eine Reise in die mysteriöse Welt der Superbegabten. Teil 1: Gedächtnis-Giganten. D 2006.